# NK Dugo Selo
NK Dugo Selo je nogometni klub iz grada Dugo Selo.
U sezoni 2024./25. natječe se u 2. NL.

## Povijest
Nogometni klub Dugo Selo osnovan je 1923. godine pod nazivom "DŠK" (Dugoselski Športski Klub). Osnivači su bili Leon i Milan Gerber, Drago i Rudolf Tomšić, Ferdo Cvitanović, Franjo Kocet, kao i četvorica tadašnjih zaposlenika željeznice u Dugom Selu. Sjedište kluba je u Dugom Selu, Športska ulica br. 6. Klub se 1925. godine učlanjuje u tadašnji Zagrebački nogometni posavez i igra u IV. župi Bjelovar, C zoni. U vremenu nakon II. svjetskog rata klubu je promijenjeno ime u "Omladinac" (1945.) i "Jedinstvo", od 15. srpnja 1946. god, a početkom Domovinskog rata u sadašnji naziv. Od 1950. se natječe u Zagrebačkoj oblasnoj zoni, od 1952. u Zagrebačkoj ligi-centar, Sjevernoj ligi od 1955., Zagrebačkom nogometnom podsavezu, 1. razredu od 1957. godine. Godine 1958. klub osvaja "Kup Narodnog športa". Od 1960. do 1980. god. klub se natječe u razredima i ligama Zagrebačkog i sisačkog podsaveza. Od 1980. do 1992. natječe se u Zagrebačkoj zoni – Istok. Klub 20. kolovoza 1992. godine mijenja naziv iz "Jedinstvo" u "Dugo Selo". Sezonu 1992./93. završava na prvom mjestu Zagrebačke lige. Prelazi u 4. hrvatsku nogometnu ligu i u sezoni 1993./94. osvaja prvo mjesto i prelazi u viši rang natjecanja, u 3. HNL. Godine 2002., Dugo Selo osvaja Kup Zagrebačke županije. U povodu 80. godišnjice kluba, 5. rujna 2003. godine odigrana je utakmica s mladom hrvatskom nogometnom reprezentacijom koja je završila s nerješenim rezultatom 1:1. Klub je postao planetarno poznat po pobjedi nad zagrebačkim Dinamom, odnosno tadašnjom Croatiom. U 1/16 hrvatskog kupa u sezoni 1998./99. četvrtoligaš Dugo Selo je svladao Croatiju s rezultatom 3:2 i plasirao se u 1/8 kupa. To je u rujnu 1998. god. bila udarna športska vijest, ali i ne samo športska, u svim domaćim medijima, a prenijeli su je i mnogobrojni svjetski športski mediji. U sezoni 2009./10. NK Dugo Selo ulazi u viši rang natjecanja i tako se u sezoni 2010./11. natječu u 3. HNL – Zapad.

## Vanjske poveznice
- Profil, HNS Semafor